# Daucus pusillus
Carotte naine
Espèce
Statut de conservation UICN

LC : Préoccupation mineure
Daucus pusillus, en français la Carotte naine, est une espèce de plantes à fleurs de la famille des Apiaceae et du genre Daucus. Elle est similaire aux autres espèces et sous-espèces de carottes sauvages, avec des ombelles de fleurs blanches ou rosâtres.
La plante est commune le long de la côte ouest de l'Amérique du Nord, de la Basse-Californie jusqu'à la Colombie-Britannique, ainsi qu'en Argentine.

## Taxonomie
L'espèce est décrite en 1803 par André Michaux dans (la) Flora Boreali-Americana, vol. 1 (lire en ligne), p. 164,.
Le statut taxonomique de Daucus pusillus Michx. et Daucus montevidensis Link ex Spreng. n’est pas résolu. Une recherche a été réalisée sur des accessions de D. pusillus et (ou) D. montevidensis provenant d’Argentine sur le plan de la caractérisation morphologique et moléculaire. Les résultats concluent que la séparation en deux taxons semble injustifiée. D. pusillus pourrait constituer un taxon unique distribué de l’Amérique du Nord à l’Amérique du Sud, et D. montevidensis, un synonyme sur le plan de la nomenclature.
Daucus pusillus a pour synonymes :
- Babiron pusillum Raf.
- Daucus arcanus F.García Mart. & Silvestre
- Daucus australis Poepp. ex DC.
- Daucus brevifolius Raf.
- Daucus hispidifolius Clos
- Daucus montevidensis Link ex Spreng.
- Daucus scaber Larrañaga
- Daucus scadiophylus Raf.

L'espèce est appelée en français « Carotte naine », en anglais : American wild carrot, rattlesnake carrot Canadian, southwestern carrot, Rattle-snake weed.

## Description

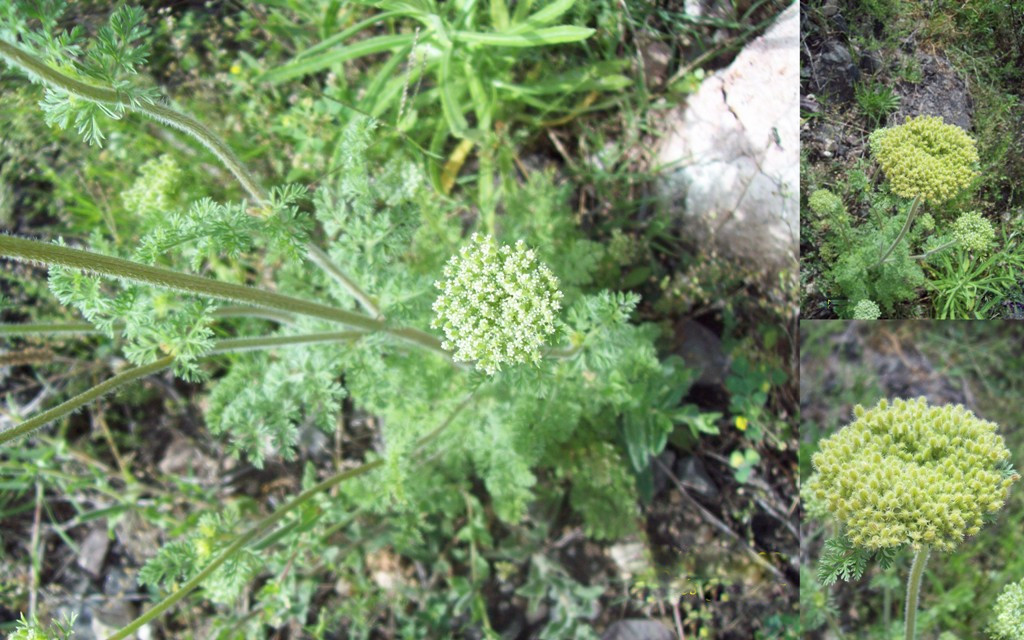
Aspect général de la Carotte naine, à gauche, et ombelle en fruits, à droite.

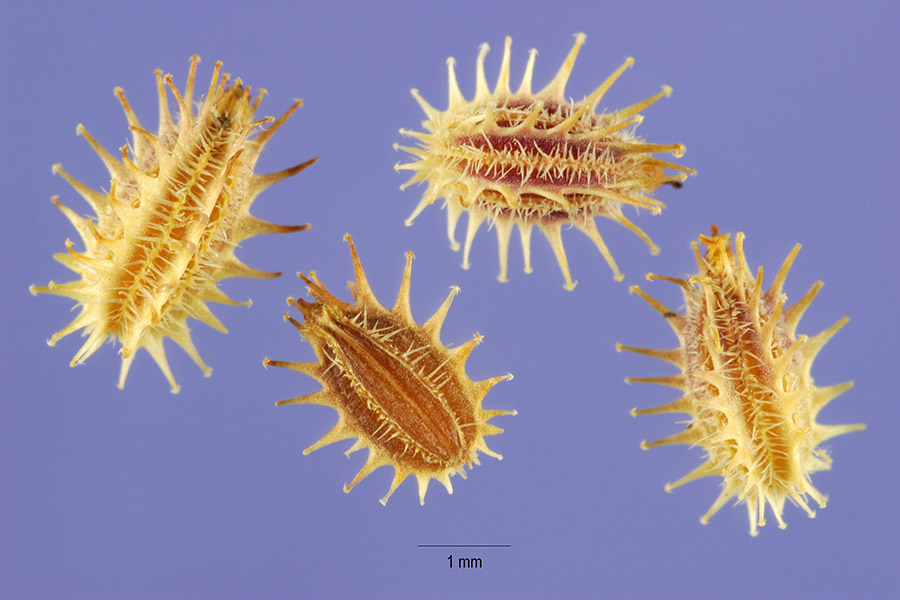
Détail des fruits.

C'est une plante annuelle élancée, de 5 à 90 cm, généralement simple ou peu ramifiée. Les feuilles ont des pétiole de 4–15 cm ; le limbe foliaire mesure 3–10,5 cm, les segments 1–5 mm. Les feuilles sont linéaires, aiguës, entières et plus ou moins hérissées. Les fleurs sont blanches, rarement violacées, les ombelles comprenant 5-12 fleurs. L'inflorescence se compose de pédoncules de 1–4,5 cm, les soies réflexes à l'étalement, les rayons de 0,4–4 cm, les pédicelles de 2–9 mm. Les fruits sont oblongs et mesurent 3–5 mm, généralement plus larges sous le milieu. La cellules diploïdes possèdent 22 chromosomes.

## Variétés
Il existe deux variétés de Daucus pusillus :
- Daucus pusillus var. pusillus
- Daucus pusillus var. scaber Torr. & A.Gray

## Habitat et répartition
La Carotte naine pousse dans les endroits secs et ouverts, quelque peu envahis par les mauvaises herbes, jusqu'à 1 500 m d'altitude. Elle est indigène en Amérique du Nord et du Sud, et a été introduite sur la péninsule ibérique. Elle est très répandue aux États-Unis, du nord au sud et en Caroline du Nord, et à prévoir dans le sud de la Virginie. Elle fleurit de mai à juillet.
Dans le maquis méditerranéen de Californie, Daucus pusillus est communément associée avec Dryopteris arguta, Adiantum jordanii, Aesculus parryi, Mimulus aridus, Camissonia lewisii et Hemizonia fasciculata.

## Utilisations
Cette espèce est un parent sauvage et un donneur de gènes potentiel pour la Carotte cultivée,. Ces gènes pourraient permettre de contrôler la résistance/tolérance aux facteurs biotiques et abiotiques néfastes, ainsi que la stérilité masculine et les caractéristiques culinaires, nutritionnelles et de traitement souhaitables. Les Amérindiens utilisaient cette espèce comme un talisman pour les jeux de hasard, et utilisaient les racines à des fins alimentaires. Un cataplasme de la plante mâchée était appliqué  comme traitement sur les morsures de serpent. La manipulation de la plante peut provoquer une irritation de la peau ou une réaction allergique.
Les populations attribuées à l’espèce taxonomique D. pusillus constituent aussi une espèce biologique, et sont étroitement liées à l’espèce taxonomique D. montanus, car elles partagent le même nombre de base de chromosomes, et sont isolées sur le plan reproducteur principalement par des barrières post-zygotiques, qui pourraient éventuellement être contournées via un nombre diploïde de gamètes.